# Seznam československých velvyslanců v Německé demokratické republice
Seznam československých velvyslanců v Německé demokratické republice obsahuje vedoucí diplomatické mise Československa v Německé demokratické republice. Jedná se o období od oficiálního navázání vztahů dne 18. října 1949 do znovusjednocení Německa v roce 1990. Činnost oficiální mise zahájila ČSR dne 2. prosince 1949. Dnem 10. října 1953 byla mise přeměněna na velvyslanectví.
Ve funkci se vystřídalo celkem 11 diplomatů, přičemž všichni byli členy Komunistické strany Československa.

## Seznam
| Pořadí | Jméno              | Fotografie | Období    | Pozice                                     | Poznámka |
| ------ | ------------------ | ---------- | --------- | ------------------------------------------ | --- |
| 1.     | Otto Fischl        |            | 1949–1951 | vyslanec                                   | V roce 1952 popraven v procesu s Rudolfem Slánským |
| 2.     | Emil Hršel         |            | 1951–1953 | vyslanec                                   | Přeživší koncentračního tábora Buchenwald, před misí v NDR velvyslanec v KLDR, po misi velvyslanec v Mongolsku a Dánsku.                                                                               |
| 3.     | Lubomír Linhart    |            | 1953–1956 | vyslanec, od 4. listopadu 1953 velvyslanec | Český publicista, kritik, nakladatelský redaktor, teoretik fotografie, filmový historik a překladatel z ruštiny.                                                                                       |
| 4.     | Otto Klička        |            | 1956–1961 | velvyslanec                                | Před misí působil jako velvyslanec ve Finsku, Švédsku, a po misi v Egyptě, Jugoslávii. Po invazi vojsk Varšavské smlouvy byl penzionován. Během normalizace se angažoval v levicové iniciativě Obroda. |
| 5.     | Gustav Souček      |            | 1961–1964 | velvyslanec                                | Přeživší koncentračního tábora Buchenwald, před misí působil jako velvyslanec ve Francii |
| 6.     | Václav Kolář       |            | 1964–1969 | velvyslanec                                | Člen Ústředního výboru KSČ, musel z funkce odejít poté, co se odmítavě postavil k invazi vojsk Varšavské smlouvy do Československa                                                                     |
| 7.     | František Krajičír |            | 1969–1971 | velvyslanec                                | Místopředseda třetí vlády Viliama Širokého a Josefa Lenárta, ministr vnitřního obchodu a ministr zahraničního obchodu. Po odchodu z funkce byl prvním náměstkem ministra zahraničních věcí.            |
| 8.     | Richard Dvořák     |            | 1971–1976 | velvyslanec                                | Bývalý československý ministr zahraničního obchodu a financí, také bývalý velvyslanec v SSSR a Indii.                                                                                                  |
| 9.     | František Hamouz   |            | 1976–1982 | velvyslanec                                | Místopředseda vlád Oldřicha Černíka a Lubomíra Štrougala, před misí byl stálým představitelem Československa v Radě vzájemné hospodářské pomoci.                                                       |
| 10.    | Pavel Sadovský     |            | 1982–1988 | velvyslanec                                | Působil zejména v obchodních sférách. Po jmenování Jaromíra Johanese ministrem zahraničí jmenován jeho prvním náměstkem.                                                                               |
| 11.    | František Langer   |            | 1988–1990 | velvyslanec                                | Od roku 1963 do 1983 jako ředitel hospodářsko-technické správy Ministerstva zahraničního obchodu. Poté byl jmenován prvním náměstkem ministra zahraničního obchodu Bohumila Urbana.                    |